# Until June
Until June é uma banda cristã de rock alternativo norte-americana de Hollywood, California.

## História
Depois do inicio do grupo em 2001, os membros tocam ao redor de seu estado a a California, com o nome de banda Juune, mesmo criando vários EP a banda não conseguiu nenhuma gravadora ja que a Capitol Records não tinha interesse, a banda até 2004 não conseguia se quer alguma gravadora, depois da saída do baterista Justin Turle que foi morar no Texas, o grupo colocou em seu lugar Jamie Pitts, que mais tarde também sairia do grupo.
Em 2005 o grupo ainda chamado Juune, passou enfim a ser sondado por algumas gravadora assinando com a Flicker Records/Sony BMG. Com isto, a banda mudou o nome para o atual, Until June, e lançou seu primeiro álbum em 2007 com o mesmo título "Until June"

## Integrantes
Atuais
- Josh Ballard - piano, vocal
- Dan Ballard - guitarra
- Daniel Dempsey - bateria

Passados
- Justin Turley - bateria
- Chris Foley - baixo
- Jamie Pitts - bateria

## Discografia
Álbuns
- Until June – December 5, 2007 (Japan Release, Bonus track & music video)
- Until June – April 17, 2007
- The EP – March 2006 (October 3, 2006 - iTunes)
- Sound Of Defeat - 2009
- Young & Foolish - August, 2012

como Juune
- My Luck's Run Out EP (Recorded Never Released) – January 2005
- Why Not Stop EP – June 2004
- Unnoticed EP – August 2003
- The Red EP – January 2003
- The Blue EP – March 2003
- Juune EP – May 2002